# ФК Нешател Ксамакс
ФК Ксамакс је швајцарски фудбалски клуб из Нешатела. Боје клуба су црвена и црна.

## Историја
ФК Ксамакс је настао 1970. године спајањем Кантонала (1906) и Ксамакса (1916). Клуб игра на стадиону Stade de la Maladière. Прву шампионску титулу освојили су 1916. године (као Кантонал) а два пута су били први и у Суперлиги Швајцарске (1986/87. и 1987/88.) Три пута су освојили суперкуп Швајцарске (1987, 1988. и 1990), а чак пет пута су губили у финалу купа Швајцарске (1974, 1985, 1990, 2003. и 2011). Након проглашења банкрота 26. јануара 2012. године Ксамакс је избачен у најнижи ранг такмичења, швајцарску аматерску лигу. Уследио је успон, степеницу по степеницу. На крају сезоне 2013/14. Ксамакс је успео да се пласира у трећу швајцарску лигу.

## Трофеји
- Првенство Швајцарске
  - Првак (3) : 1915/16. (као Кантонал), 1986/87. и 1987/88.
- Куп Швајцарске
  - Финалиста (5) : 1974, 1985, 1990, 2003, 2011.
- Суперкуп Швајцарске
  - Победник (3) : 1987, 1988, 1990.